# Kabelgaren
Kabelgaren is draad die in de scheepvaart gebruikt wordt voor het afbinden van bijvoorbeeld stroppen, hijsogen en losse einden. Kabelgaren wordt gesponnen uit sisal, manilla, hennep of kokos.

## Fabricage
Meerdere garens worden tegen elkaar ineengedraaid of geluikt tot een streng of kardeel. Deze kardelen worden in elkaar geslagen tot verschillende touwsoorten. Deze werkzaamheden werden voorheen in een touwslagerij of lijnbaan verricht.